# Ricardo Graça Mello
Ricardo Graça Mello (Rio de Janeiro, 7 agosto 1961) è un cantante, musicista e attore brasiliano.

## Biografia
Ricardo Graça Mello proviene da una grande famiglia di artisti, essendo figlio dell'attrice Marília Pêra e del musicista Paulo Graça Mello, per parte di madre nipote degli attori Manuel Pêra e Dinorah Marzullo, bisnipote dell'attrice Antônia Marzullo e cugino dell'attrice Sandra Pêra, mentre per parte di padre è nipote del compositore e produttore discografico Guto Graça Mello.
A soli 17 anni è entrato nella formazione musicale Mistura Fina, fondata da Nelson Motta, dove ha suonato chitarra e armonica a bocca. Ne facevano parte anche Lulu Santos, Liminha e Arnaldo Brandão.
Nel 1981 ha ottenuto una particina nella telenovela Adolescenza inquieta.
Nel 1982 ha partecipato allo show Pirlimpimpim, interpretando il personaggio di "Pedrinho" ed eseguendo insieme a Moraes Moreira, Baby Consuelo, Bebel Gilberto il brano Lindo Balão Azul, scritto e composto da Guilherme Arantes.
Sempre nel 1982 ha svolto il ruolo dello sventurato surfista Pepeu nel film Menino do Rio, secondo film della cosiddetta "trilogia del surf" di Antonio Calmon. L'attore è apparso anche nell'ultima delle tre pellicole, Garota Dourada, dove ha dato volto al fratello gemello di Pepeu.
In seguito Ricardo Graça Mello ha fatto parte di altre band e cantato in numerosi musical.